# باشگاه فوتبال اتلتیکو لیننزه
باشگاه فوتبال اتلتیکو لیننزه (به پرتغالی: Clube Atlético Linense) که معمولاً با عنوان لیننزه شناخته می‌شود، یک باشگاه فوتبال حرفه‌ای برزیلی است که در لینز، سائو پائولو واقع شده‌است. این تیم در ردهٔ دوم لیگ فوتبال ایالت سائو پائولو رقابت می‌کند.
این باشگاه در ۱۲ ژوئن ۱۹۲۷ تأسیس و در ۱۱ فوریهٔ ۱۹۳۰ سازماندهی مجدد شد. رنگ آنها قرمز، سفید و سیاه است. آنها در سال ۱۹۵۲ قهرمان لیگ دسته دوم کامپوناتو پائولیستا و در سال ۲۰۱۰ قهرمان سری آ-۲ (لیگ دسته دوم) شدند و در سال ۲۰۱۱ به لیگ دسته اول بازگشتند، اتفاقی که از سال ۱۹۵۷ تاکنون رخ نداده بود.
این باشگاه از راه‌اندازی یک تیم بسکتبال حرفه‌ای خبر داد که بازی در دسته دوم بسکتبال ایالت سائو پائولو را آغاز خواهد کرد. در ژانویهٔ ۲۰۱۵، همچنین انتظار می‌رود که باشگاه اتلتیکو لیننزه به لیگا اورو، دسته دوم لیگ ملی بسکتبال برزیل که با نام ان‌‌بی‌بی شناخته می‌شود، بپیوندد.